# Eochaid Mumo
Pour les articles homonymes, voir Eochaid.
Eochaid  ou Eochu Mumo ou Mumho, fils de  Mofebis, fils d'Eochaid Faebar Glas, est selon les légendes médiévales et la tradition pseudo historique irlandaise un Ard ri Erenn.

## Règne
Selon le Lebor Gabála Érenn Eochaid  Mumo  prend le pouvoir après avoir tué le précédent titulaire de la royauté  Fiachu Labrainne, qui avait tué son père lors d'un combat. Il serait par ailleurs l'éponyme de la province du Munster en irlandais « An Mhumhain ».
Il règne pendant 21 ans et livre de nombreux combats aux descendants d'Érimón, avant d'être tué par Óengus Olmucaid le fils de Fíachu lors de la Bataille de Clíu. Il sera plus tard vengé par son propre fils Énna Airgdech.

## Chronologie
Le Lebor Gabála Érenn synchronise son règne avec celui du mythique Ofratanes en Assyrie. La chronologie de Geoffrey Keating Foras Feasa ar Éirinn lui assigne les dates 1071-1050 av. J.-C.. Les Annales des quatre maîtres de 1449-1428 av. J.-C. .

## Source
- (en) Cet article est partiellement ou en totalité issu de l’article de Wikipédia en anglais intitulé « Eochu Mumu » (voir la liste des auteurs), édition du 7 avril 2012.